# 普拉納達
普拉納達是哥倫比亞的城鎮，位於該國中部，由托利馬省負責管轄，距離首府伊瓦格252公里，始建於1966年11月25日，面積1,445平方公里，海拔高度1,450米，2005年人口25,442。
3°15′N 75°45′W / 3.250°N 75.750°W